# Desmiphora tigrinata
Desmiphora tigrinata är en skalbaggsart som beskrevs av Martins och Maria Helena M. Galileo 2002. Desmiphora tigrinata ingår i släktet Desmiphora och familjen långhorningar. Inga underarter finns listade i Catalogue of Life.